# Simon Frühwirth
Simon Frühwirth (* 2000 in Wien) ist ein österreichischer Schauspieler.

## Leben
Er brach im Alter von 17 Jahren seine Schulausbildung ab und trat eine Hospitanz als Regieassistent am Theater der Jugend in Wien an. 2019 debütierte er in Gregor Schmidingers Drama Nevrland. Für seine Darstellung des Jakob wurde er beim Filmfestival Max Ophüls Preis in Saarbrücken als bester Schauspielnachwuchs und bei der Diagonale 2019 mit dem Schauspielpreis ausgezeichnet. Im Rahmen der Romyverleihung 2020 wurde er in der Kategorie Bester Nachwuchs männlich nominiert.
2020 verkörperte er die Rolle des Nietzsche im Hamburger Tatort Tschill Out.

## Filmografie
- 2019: Nevrland
- 2019: Vienna Blood – Der verlorene Sohn
- 2020: Tatort: Tschill Out
- 2020: 90% (Kurzfilm)
- 2021: Tatort: Wo ist Mike?
- 2023: Die Toten vom Bodensee – Nemesis (Fernsehreihe)
- 2023: Der Bozen-Krimi: Die Todsünde
- 2025: Happyland